# Anctoville
Anctoville è un ex comune francese di 1 077 abitanti situato nel dipartimento del Calvados, nella regione della Normandia. Dal 1º gennaio 2017 il comune è stato accorpato ai comuni di Longraye, Saint-Germain-d'Ectot e Torteval-Quesnay per formare il nuovo comune di Aurseulles.

## Società

### Evoluzione demografica
Abitanti censiti